# Universidad Nacional Pedro Henríquez Ureña
Die Universidad Nacional Pedro Henríquez Ureña (UNPHU) ist eine private Universität in Santo Domingo, Dominikanische Republik. Sie wurde am 21. April 1967 staatlich anerkannt.
Pedro Henríquez Ureña wurde als Namenspatron gewählt.